# Нікотинозамісна терапія

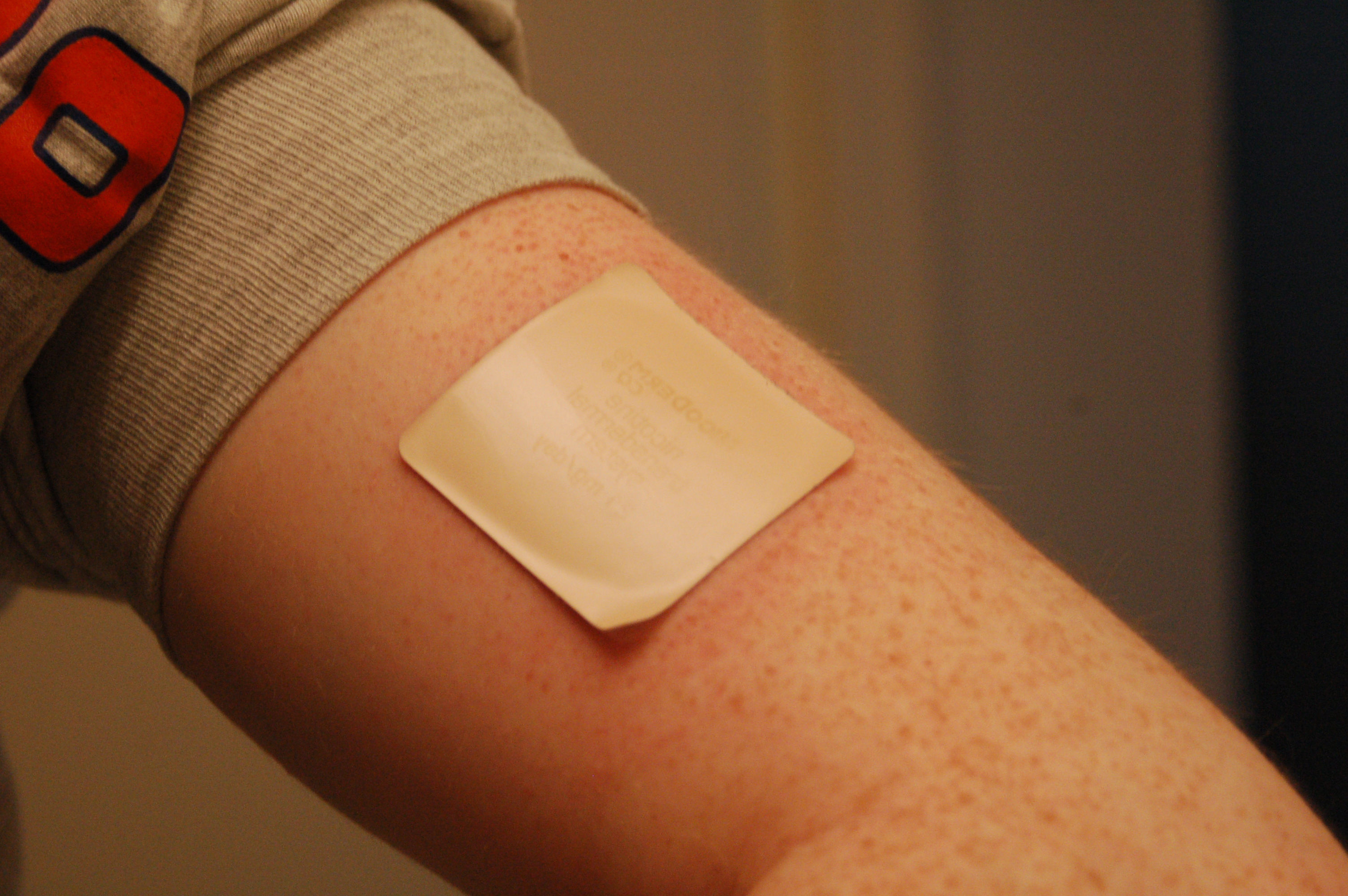
Нікотиновий пластир

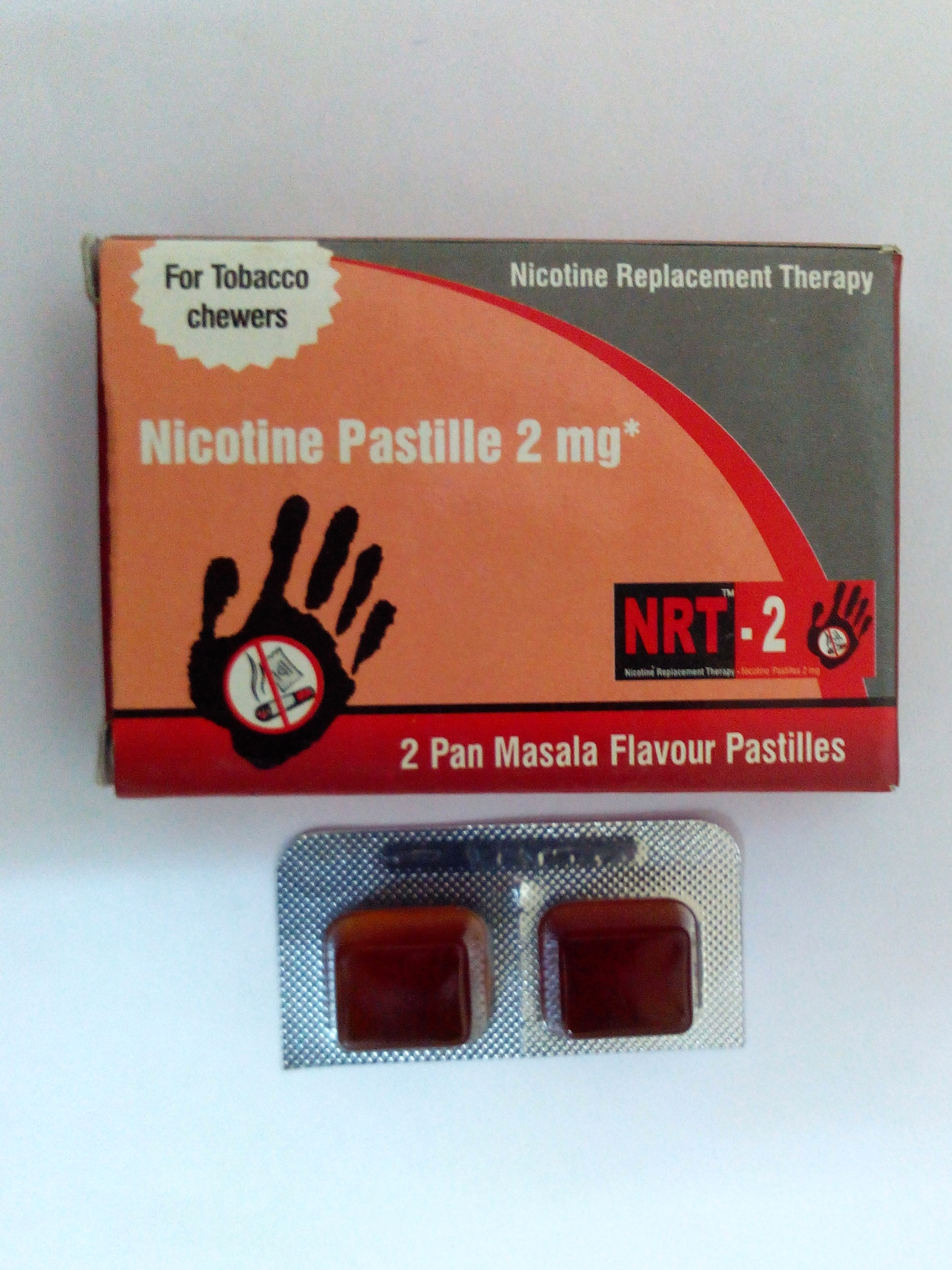
Нікотинові таблетки, що використовуються в терапії

Нікотинозамісна терапія (зазвичай скорочується НЗТ (англ. NRT)) — це постачання нікотину до організму людини іншим способом, без паління. Терапію використовують для зменшення симптомів абстиненції, що виникають при відмові від вживання тютюну шляхом паління або жування.
Нікотинозамісна терапія знижує тягу до паління, яка викликана нікотиновою залежністю у тих, хто курить або жує тютюн. Терапія допомагає їм уникнути шкідливих наслідків від його вживання. Звичка вживати тютюн є вивченою і в обох вищезазначених випадках в людини з'являється фізична залежність від нікотину. Саме тому рекомендовано використання нікотинозамісних продуктів для тих, хто бажає кинути палити. Використання нікотинозамісної терапії підвищує ймовірність успіху від 50 до 70 %.
Нікотинозамісні препарати містяться в «Переліку основних лікарських засобів» (Model List of Essential Medicines) Всесвітньої Організації Охорони Здоров'я, у списку, де перераховані найбільш необхідні базові лікарські засоби в системі охорони здоров'я. Американська асоціація лікарів громадської охорони здоров'я (American Association of Public Health Physicians, AAPHP) — перераховує 7 медичних продуктів, що допомагають знизити споживання тютюну. До цих продуктів входять 5 нікотинозамісних продуктів (нікотинові пластирі, гумки, льодяники, інгалятори і назальні спреї), а також 2 препарати, що приймаються внутрішньо (бупропіон і Вареніклин). Також доступні інші варіанти нікотинозамісних препаратів, в тому числі нікотинові спреї і під'язикові таблетки.

## Медичне використання
Нікотинозамісна терапія у вигляді жувальних гумок, пластирів, назальних спреїв, інгаляторів і льодяників підвищує здатність людини припитини вживання тютюнових виробів. Дослідження показали, що нікотинозамісна терапія є настільки ж ефективною, як і лікарські засоби (такі як бупропіон) і допомагає людині кинути курити принаймні на 6 місяців. Дослідження також показують, що всі форми нікотинозамісної терапії, в тому числі нікотинові жувальні гумки, пластирі, назальні спреї, інгалятори і льодяники мають подібні показники успіху в плані допомоги людям в процесі відмови від паління. Тим не менш, існує ймовірність того, що хтось буде притримуватися різних способів лікування з різним в них рівнем нікотину (вищі — в нікотинових пластирів, нижчі — у нікотиновових жувальних гумках, інгаляторах і назальних спреях). Важливо відзначити, в комбінації декілька нікотинозамісних продуктів можуть підвищити позитивні результати в просцесі відмови від паління. Крім того, доведено, що нікотинозамісні препарати рекомендуються для зменшення у курця симптомів абстиненції.

## Побічні ефекти
Попри те, що не існує достатньо доказів того, що нікотинозамісна терапія може збільшити ризик серцевих нападів, особам із вже існуючими серцево-судинними захворюваннями або з перенесеними інфарктами слід проконсультуватися з лікарем перед початком НЗТ.
Особам молодшим за 18 років також варто проконсультуватися з лікарем перед початком лікування.
Під час вагітності у жінок нікотин може призвести до синдрому дефіциту уваги і гіперактивності (СДУГ), а також до виникнення вад у дитини. В майбутньому у цих дітей також може виникнути залежність від нікотину. Таким чином, вагітні жінки та жінки, що годують грудьми також повинні проконсультуватися з лікарем перед початком нікотинозамісної терапії. Гумки, льодяники і назальні спреї відносяться до лікарських продуктів категорії С для вагітних жінок. Нікотиновий пластир відноситься до лікарських продуктів для вагітних категорії D і вважається менш безпечним для плода тому, що він, на відміну від жувальних гумок або льодяників, які забезпечують переривчасту і, таким чином, нижчу, кількість нікотину, забезпечує безперервне постачання нікотину до організму.

## Механізм
Нікотинозамісні продукти характеризуються тим, що кожному з інсуючих типів продукту потрібна різна кількість часу для того, щоб нікотин потрапив до організму людини. Також загальний час перебування нікотину в організму різниться від типу продукту.
Нікотинові пластирі кріпляться до шкіри і безупинно постачають стабільну дозу нікотину протягом 16-24 годин. Такі види нікотинозамісних препаратів як нікотинові жувальні гумки, спреї, під'язикові таблетки або льодяники вводять нікотин до організму людини за коротший проміжок часу, але і утримують там його ще менше. Інгалятори досить швидко і дозовано постачають нікотин через легені і слизові оболонки горла і утримують його теж досить короткий проміжок часу. Наприклад, рівень нікотину в крові є найвищими 5-10 хвилин після використання нікотинового назального спрею, через 20 хвилин після використання інгалятора або нікотинової жувальної гумки, і через 2-4 години після використання нікотинового пластиру

## Економіка
Ще одна проблема пов'язана з тим, що в людини може виникнути залежність від нікотинозамісних продуктів і вони можуть повернутися до тютюнової продукції, щоб заощадити свої кошти. Зазвичай вартість нікотинозамісної терапії за період на сім днів, який видається без рецепта, сягає £20 (без різниці, чи це спрей, жувальна гумка чи інгалятор). На противагу, за 20 цигарок за £7-8 із врахованим податком чи «rolling» тютюн за £3 із врахованим податком. Вартість сигарет або тютюну за певний період змінюється залежно від бажання курця, тоді як вартість нікотинозамісних продуктів залишається незмінною незалежно від того рівня нікотину який в них міститься. Це призводить до того, що з'являється відчутний розрив цін між нікотинозамісними препаратами і звичайними сигаретами, особливо якщо людина не палить багато. Британська Національна Служба Здоров'я (NHS) надає допомогу у вигляді рецептів, зниження вартості до £ 7,40 за рецепт або безкоштовно в Шотландії для, і якщо кілька продуктів, включених одного рецепту, то вартість за продукти буде ще нижчою, аніж в традиційних сигаретах. Також, в певних випадках лікування нікотинозамісною терапією можна отримати безкоштовно.

## Ефективність використання
Оцінка нікотинозамісних продуктів в реальних дослідженнях визначається більш скромно, аніж в дослідженнях, фінансованих виробниками галузі. Національна служба охорони здоров'я (NHS) в Англії пропонує послуги щодо відмови від куріння на основі фармакотерапії в поєднанні з консультативною підтримкою. У доповіді від Action on Smoking and Health (ASH) стверджується, що середня кількість витрат на рік на одного курця, вдало лікованого за допомогою даного продукту складає менше £1000 (що є нижчим оцінки NICE в £20000 для забезпечення якісно виваженого року життя). Тим не менш, на даний момент інвестиції в програми NHS щодо припинення куріння є відносно низькими. Порівняння з витратами на боротьбу з незаконним вживанням наркотиків показує, що для 350 тис. проблемних споживачів наркотиків було виділено £ 585 млн, в той час як на 9 млн споживачів тютюну було виділено лише £ 56 млн. £ 6,20 для кожного курця, у порівнянні з £ 1,670 на одного споживача незаконних наркотиків.
Твердження щодо високої ефективності та рентабельності нікотинозамісних препаратів не були підтверджені реальними дослідженнями. Пірс і Гілпін (2002) підсумували наступним чином: «Оскільки нікотинозамісні препарати стають доступними без рецепту, вони перестають бути ефективними у довготривалолій відмові від паління». Але зрозуміло, що ефективність досліджень, які проводяться за допомогою рандомізованих контрольних груп, не передається ідентично в реальному світі. Боулд, Белл, Маккалоу, Річардсон і Грівз (2009) розглянули 20 досліджень з ефективності інтенсивного лікування нікотинозамісною терапією для припинення паління, опублікованих у період з 1990 по 2007 рік. Показники тих, хто кинув палити показали різке зниження в період між 4-ма тижнями та одним роком. Показник відмови від куріння досягав 53 % на четвертому тижні і падав лише до 15 % на 1 році після відмови. Підлітки, дівчата та вагітні жінки мали суттєво нижчі показники, аніж інші досліджувані групи.
В 2015 році вперше з 2008 року впали продажі нікотинозамісних продуктів. Натомість продажі електронних сигарет продовжують зростати зі значною швидкістю. Це привело до спекуляцій на тему того, що британські курці намагаються кинути палити саме за допомогою електронних сигарет, а не за допомогою традиційних, фармацевтичних нікотинозамісних препаратів.

## Безрецептурний нікотин
Снус і назальні спреї не визначаються як тютюнові вироби, але вони також не є безпечними для організму людини.
В електронних сигаретах (також відомих як розпилювачі або електронні системи для постачання нікотину) часто, але не завжди, дизайн і відчуття від користування подібні на звичайні сигарети. Вони марковані як менш шкідливі альтернативи сигаретам, але не затверджені в жодній НЗТ юрисдикції, оскільки не є лікарським засобом. Деякі електронні сигарети постачають нікотин у досить жорсткій формі. Наразі проводяться дослідження стосовно їх впливу на організм людини і саме тому медичні організації поки не охоче рекомендують електронні сигарети.
Організація з Харчування і Медичних препаратів в США (Food and Drug Administration) створила перелік додаткових тютюнових продуктів, поширення яких потрібно законодавчо регулювати. Після опрацювання всіх доказів було визначено, що нікотинові інгалятори можуть бути навіть безпечнішим способом постачання нікотину до організму людини, аніж електронні сигарети.

## Торгові марки
До переліку торгових марок, що виготовляють нікотинозамісні препарати відносяться Nicotex, Nicorette, Nicoderm, Nicogum, Nicotinell, Thrive і Commit Lozenge.